# Mama (canción de Clean Bandit)
«Mama» es una canción del grupo británico Clean Bandit en colaboración la cantante británica Ellie Goulding. Se lanzó el 22 de febrero de 2019 a través de Atlantic Records, como el séptimo y último sencillo del segundo álbum de Clean Bandit, What Is Love?.

## Vídeo musical
Clean Bandit también lanzó el video en YouTube el 25 de febrero de 2019, después de posponer su lanzamiento varias veces debido a problemas técnicos. El video está protagonizado por un personaje que se parece a Donald Trump, burlándose de su infancia hasta su edad adulta cuando es elegido presidente. La banda no dijo si el personaje es realmente Trump, pero dijo que escribió un guion sobre «un niño cuyo poder le fue quitado cuando era niño y creció decidido a recuperar ese poder». A partir de noviembre de 2019, el video musical ha recibido más de 100 millones de visitas en YouTube.

## Posicionamiento en listas
| Listas (2019)                               | Mejor posición |
| ------------------------------------------- | -------------- |
| Escocia (Official Charts Company)           | 63             |
| Estados Unidos (Hot Dance/Electronic Songs) | 19             |
| Hungría (Dance Top 40)                      | 20             |
| Irlanda (IRMA)                              | 97             |
| Israel (Media Forest)                       | 9              |
| Polonia (Polish Airplay Top 100)            | 10             |
| Reino Unido (UK Singles Chart)              | 98             |
| Rumania (Airplay 100)                       | 62             |

## Historial de lanzamiento
| País        | Fecha                 | Formato                      | Versión                 | Discográfica | Ref    |
| ----------- | --------------------- | ---------------------------- | ----------------------- | ------------ | ------ |
| Reino Unido | 23 de febrero de 2019 | Radio Hot adult contemporary | Original                | Warner       | [ 11 ] |
| Varios      | 8 de marzo de 2019    | Descarga digital, Streaming  | Tiësto's Big Room Remix | Atlantic     | [ 12 ] |
| Italia      | 15 de marzo de 2019   | Contemporary hit radio       | Original                | Warner       | [ 13 ] |
| Varios      | 15 de marzo de 2019   | Descarga digital, Streaming  | Morgan Page Remix       | Atlantic     | [ 14 ] |
| Varios      | 22 de marzo de        | Descarga digital, Streaming  | Acústica                | Atlantic     | [ 15 ] |